# 博沃尚
博沃尚（法語：Beauvechain，法語發音：[bovəʃɛ̃]，荷蘭語發音：[ˈbeːvəkɔm] ⓘ）是比利时瓦隆大区瓦隆布拉班特省的一个市镇，北部与弗拉芒大區弗拉芒布拉班特省接壤，通行法语，是比利时法语社群的一部分，面积38.58平方千米，人口7,222人（2018年1月1日）。